# Свети Илия (Елшани)
Вижте пояснителната страница за други значения на Свети Илия.
„Свети пророк Илия“ (на македонска литературна норма: „Свети Илија“) е късносредновековна църква в охридското село Елшани, Северна Македония. Църквата е част от Охридското архиерейско наместничество на Дебърско-Кичевската епархия на Македонската православна църква – Охридска архиепископия.
Църквата е гробищен храм, изграден в западната част на селото с изглед към Охридското езеро. Датира от 1408 година. Възобновена е в 1859 година. Изписана е в 1944 година от зографа Рафаил Кръстев със синовете му Кръсте и Владимир от Лазарополе, а олтарът е изписан в 2002 година от Драган Ристески. „Свети Илия“ представлява малка еднокорабна църква. На север, запад и юг е обкръжена със затворен трем. Към църквата е додадена камбанария с две камбани.